# Studentendorf WHO

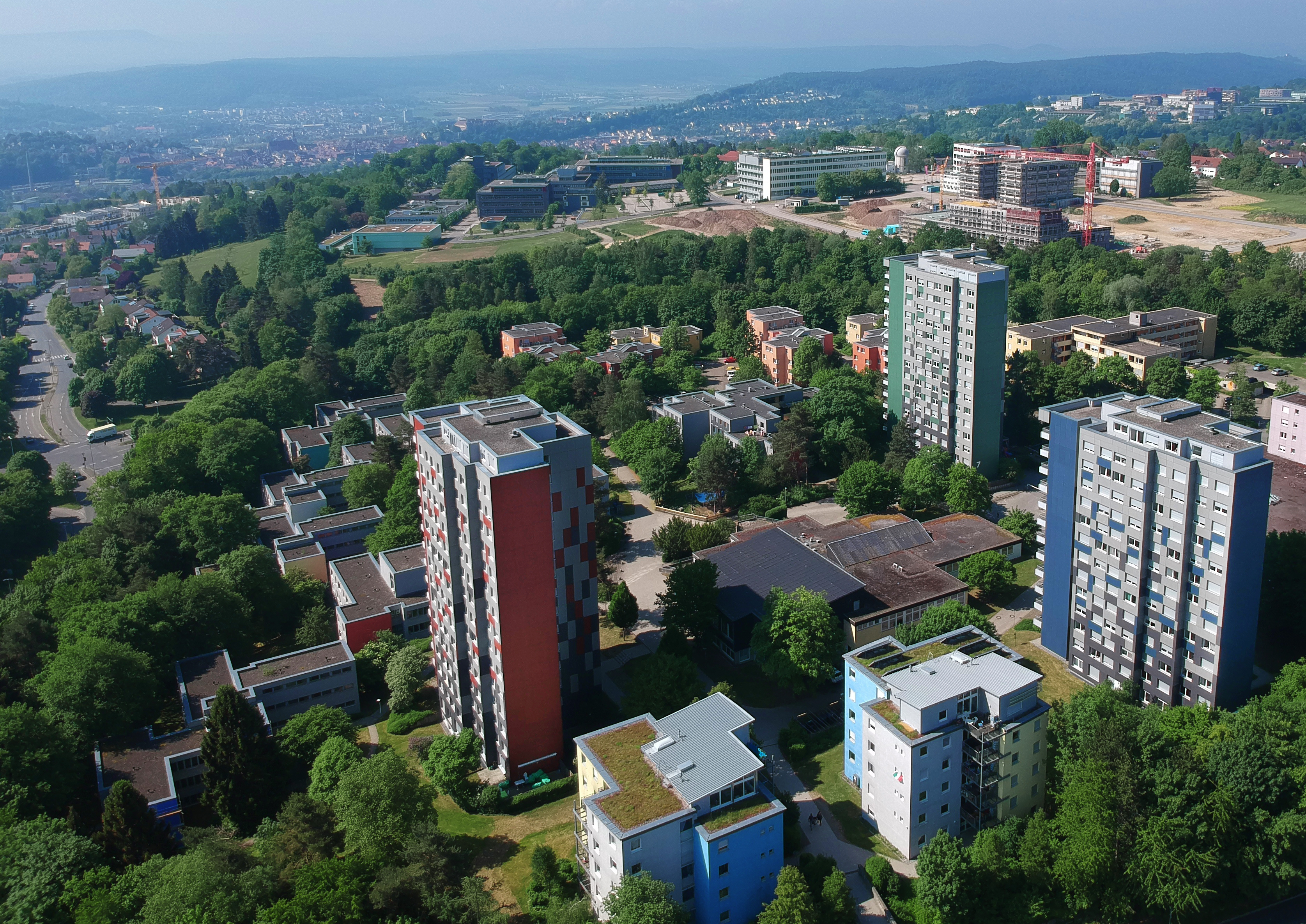
Drei farbige Hochhäuser des Studentendorfs aus der Luft

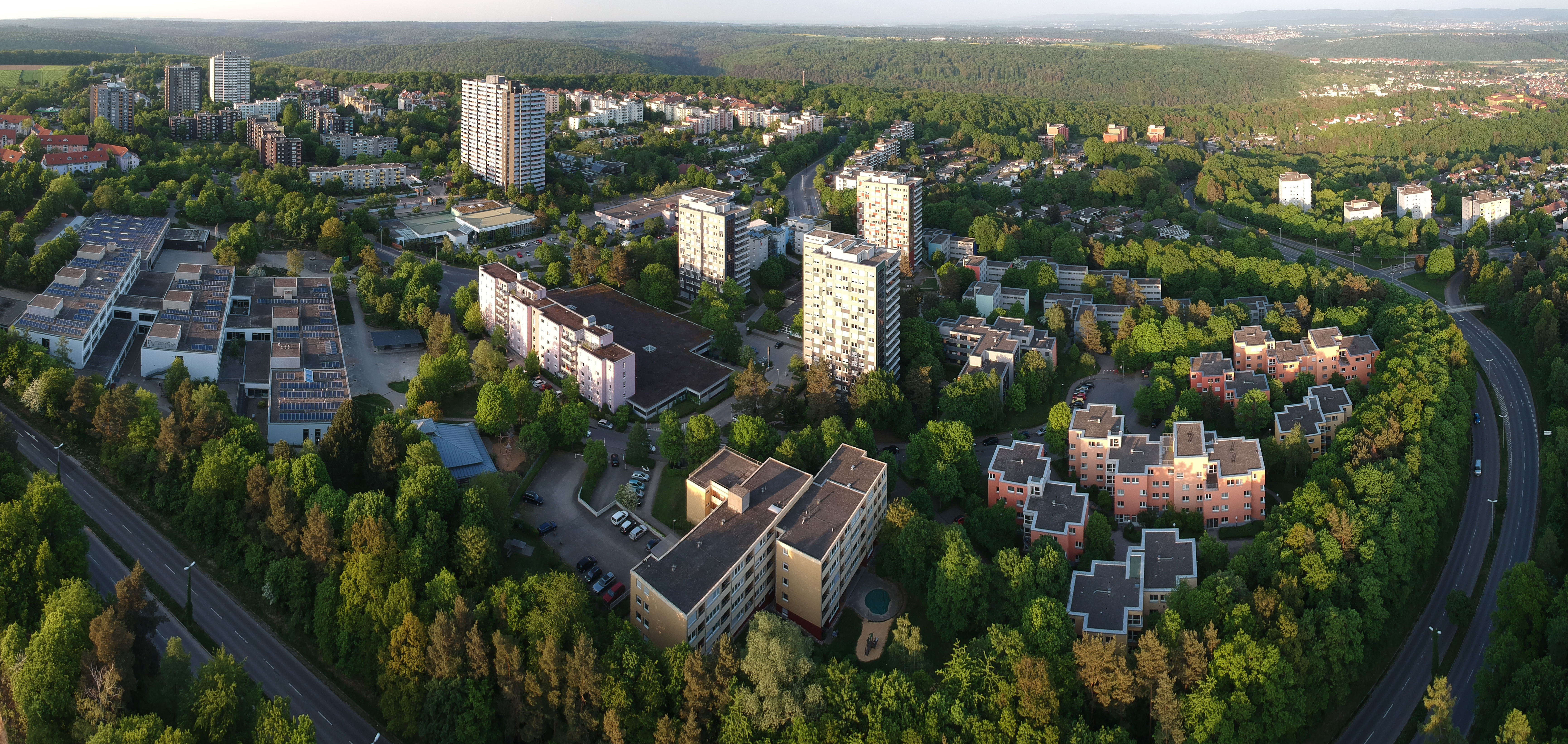
Luftbild des Studentendorfes in WHO in Tübingen

Das Studentendorf WHO (Waldhäuser Ost) ist ein Studentenwohnheimkomplex im Stadtteil Waldhäuser Ost nordöstlich der Innenstadt Tübingens.

## Lage
Das Studentendorf wird nördlich und östlich durch den Berliner Ring und westlich durch die Waldhäuser Straße vom Stadtteil Waldhäuser Ost abgegrenzt. Die südliche Abgrenzung zum Stadtteil Schönblick/Winkelwiese ist der Nordring. Mit beiden Bezirken bildet das Studentendorf den gemeinsamen Stadtteil Schönblick/Waldhäuser-Ost, Ordnungsnummer 014.

## Struktur

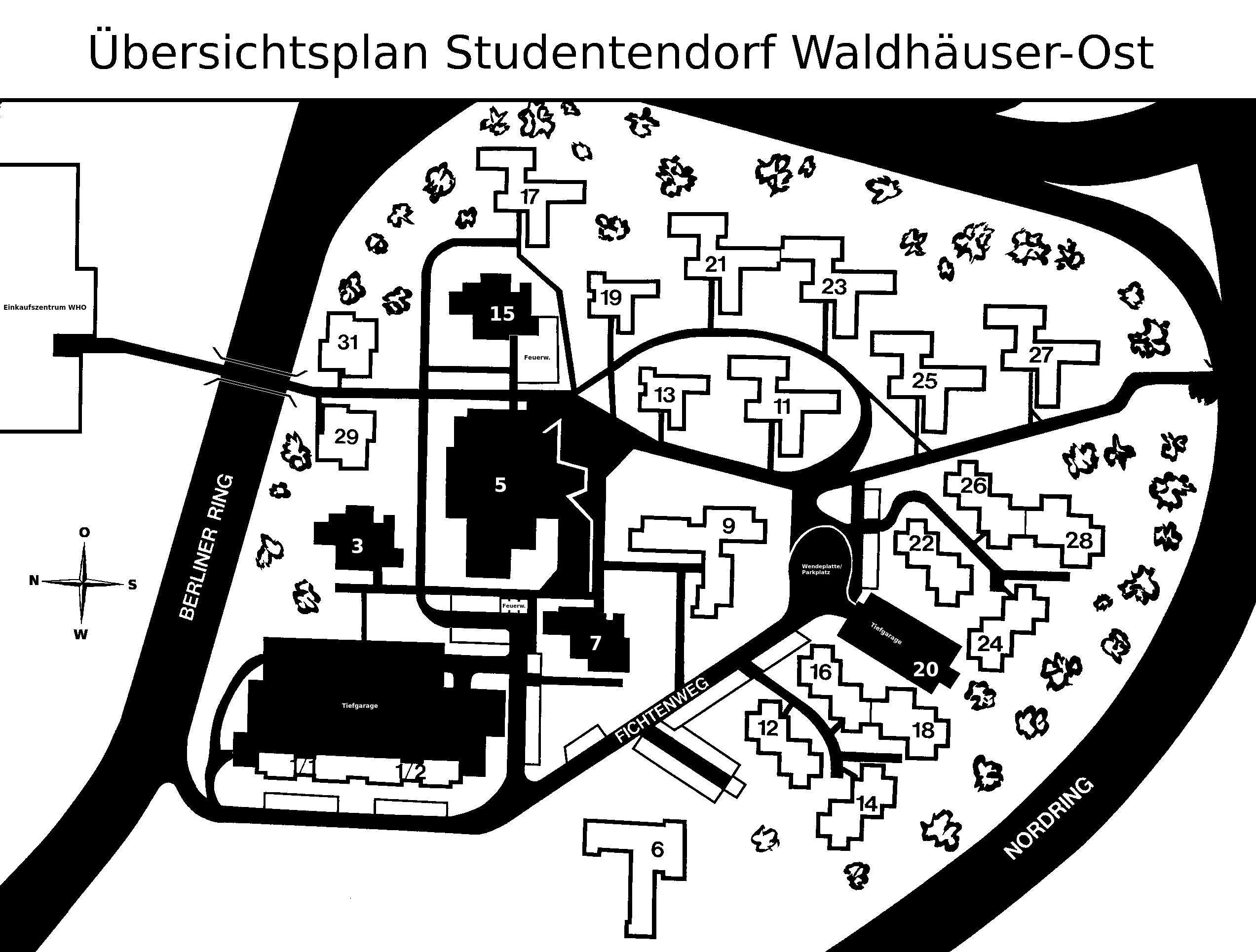
Nachbearbeiteter Plan des Studentendorfs WHO, der vor der Wohnheimverwaltung in Tübingen, Fichtenweg 5 angebracht ist.

Das Studentendorf wird vom Studierendenwerk Tübingen-Hohenheim A.d.ö.R. verwaltet. Es ist mit ca. 1700 Wohnheimsplätzen der größte Wohnheimkomplex in Tübingen und besteht aus insgesamt 25 unterschiedlich großen Wohnhäusern, welche allesamt am Fichtenweg liegen. Am markantesten stechen dabei die drei bis 2009 rotbraunen Hochhäuser heraus, die von vielen Punkten in Tübingen aus gut sichtbar sind. Um diese Hochhäuser herum befinden sich weitere kleinere Gebäude. Das Zentrum des Wohnheims bildet das Gemeinschaftszentrum im Fichtenweg 5, welches sowohl die Wohnheimverwaltung als auch die studentischen Interessensvertretungen wie den Dorfrat WHO, das Tutorium WHO und die Studentenkneipe „Kuckuck“ beherbergt. Des Weiteren existiert im Fichtenweg 5 ein Festsaal, der für diverse Veranstaltungen genutzt wird. Während sich in den meisten Gebäuden nur einzelne WG-Zimmer ohne eigenes Bad und eigene Küche mieten lassen, existieren in den Flachbauten auch 1-Zimmer-Apartments mit eigenem Bad. Im Fichtenweg 9 lassen sich zudem 1- bis 3-Zimmer-Wohnungen mieten, die vorrangig an Familien und Alleinerziehende vermittelt werden. Die Zimmer in den renovierten Gebäuden verfügen sowohl über einen Kabel- als auch einen Internetanschluss. Die studentische Vertretung betreibt zudem einen Gemeinschaftsraum „Dodo“ (mit Internet, Tischkickern, Zeitungen etc.), einen Stocherkahn und die Studentenkneipe „Kuckuck“. Das Tutorium WHO bietet den Bewohnern Beratung, regelmäßige Spiel- und Kochabende sowie diverse Ausflüge an. Der Ausländeranteil liegt auch auf Grund der vielen hier wohnenden Austauschstudenten bei 56,1 %.

## Geschichte
Die Errichtung erfolgte in den 1970er Jahren. 1973 wurden die Hochhäuser (Fichtenweg 3, 7, 15) zum ersten Mal belegt. Pläne, den Fichtenweg 7 getrenntgeschlechtlich zu belegen, wurden auf Druck der studentischen Vertreter wieder verworfen. Bis 1977 wurden die Flachbauten, im WS 1993/94 das Haus Nr. 1 und im Jahr 1999 die Häuser 29 und 31, fertiggestellt und bezogen. Seit dem Jahr 2000 werden die Wohnhäuser des Dorfs nach und nach renoviert und modernisiert.

## Verkehrsanbindung
Das Studentendorf ist gut an das öffentliche Verkehrsnetz angebunden. Werktags verbindet tagsüber alle 5 Minuten ein Bus das Studentendorf mit der Innenstadt und alle 10 min mit der Morgenstelle. An allen Wochentagen fahren zudem die Nachtbusse N93 und N94 das Studentendorf bis ca. 3 Uhr morgens an.
Die einzige Straßenzufahrt in das Studentendorf (Fichtenweg) liegt am Berliner Ring gegenüber dem Hallenbad Nord. Die Einmündung des Fichtenwegs führt vorbei am Haus Nr. 1 mit seinem Parkhaus und der Zufahrt zum Fichtenweg 5 (Zentrale Wohnheimverwaltung) zur Wendeplatte mit weiteren Parkmöglichkeiten.

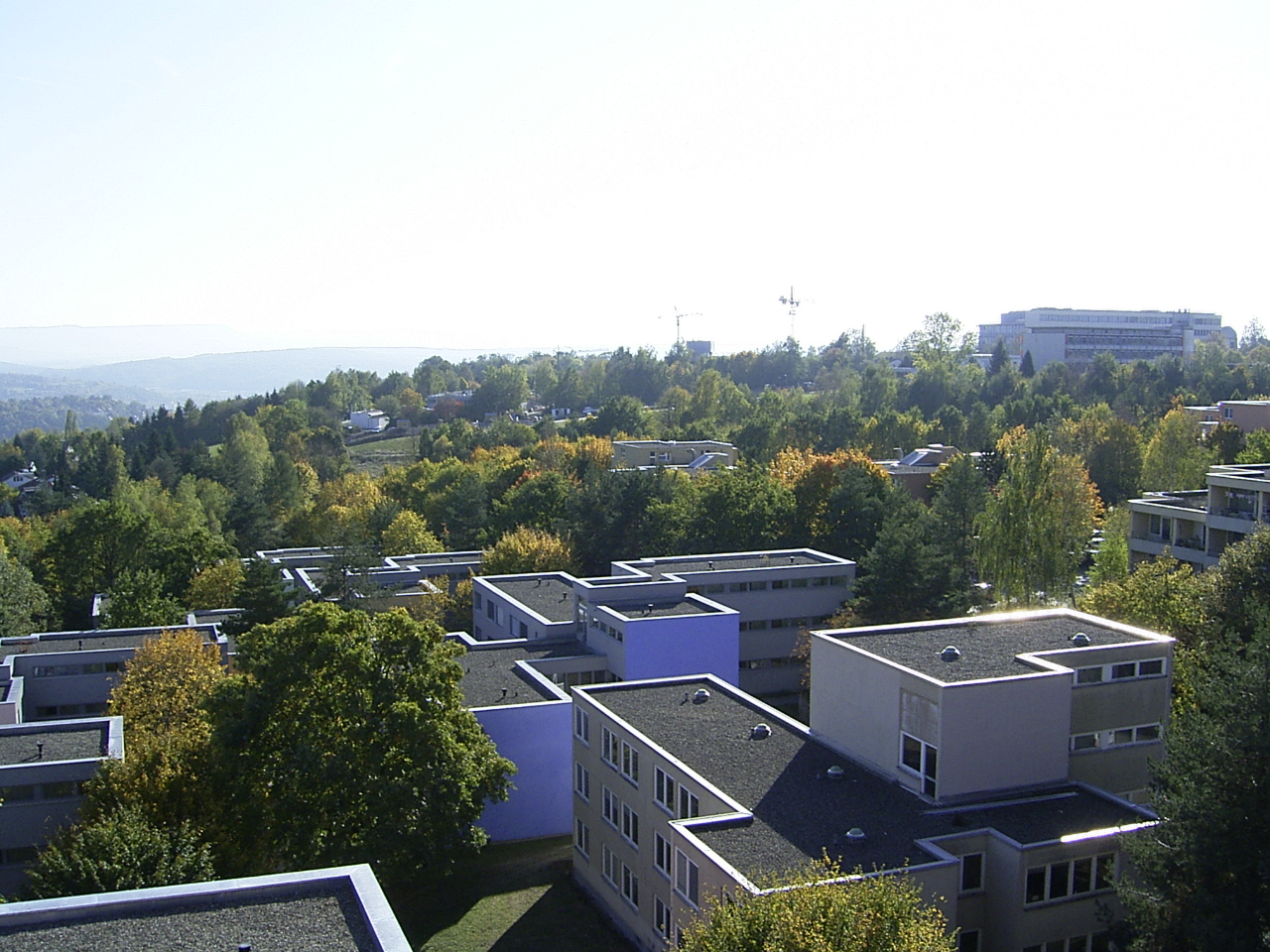
Das Studentendorf WHO
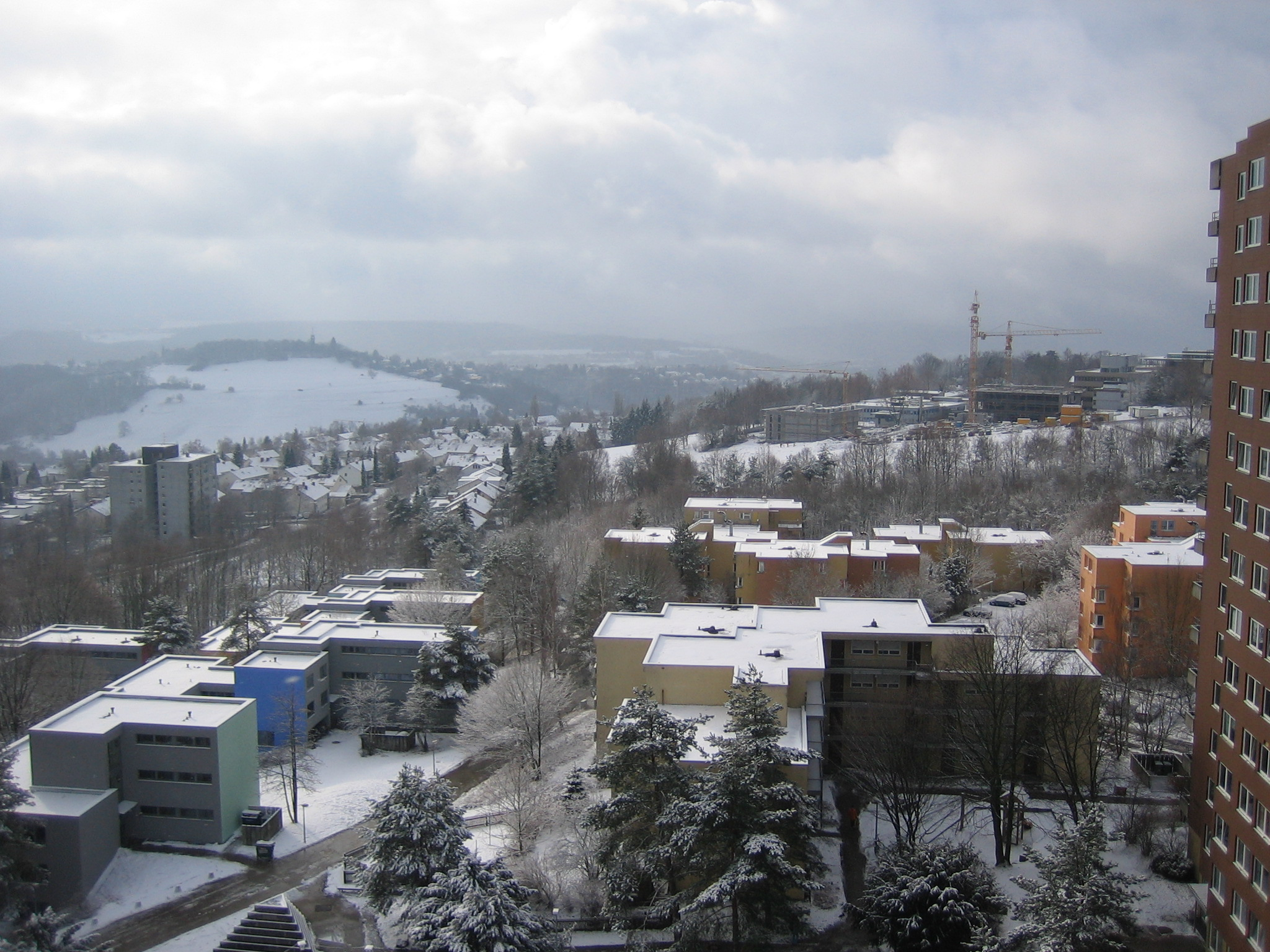
Blick auf das Studentendorf im Winter
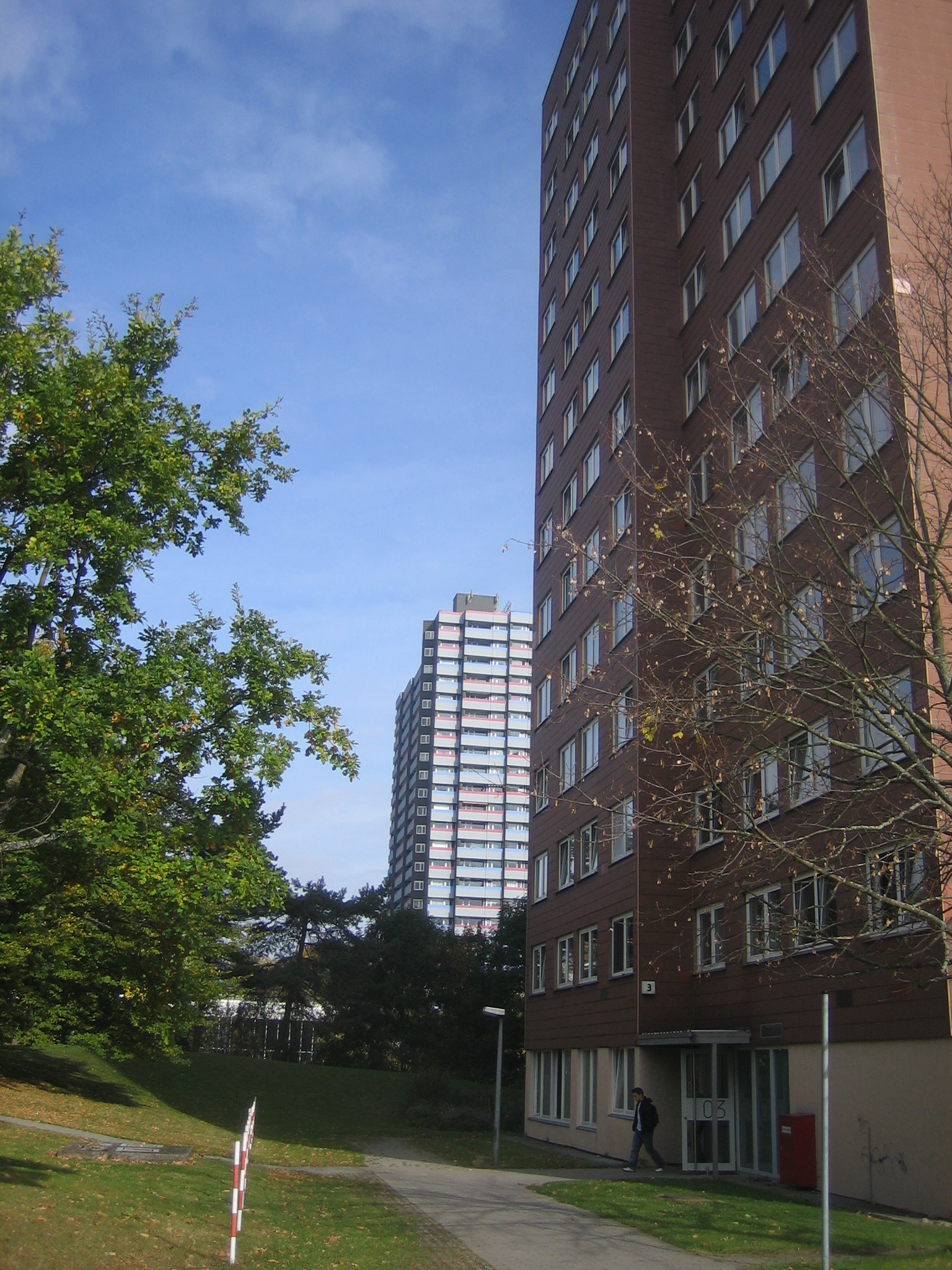
Der Fichtenweg 3 mit alter Außenfassade